# Ismail Merchant
Ismail Merchant (eigentlich Ismail Noor Muhammad Abdul Rahman; * 25. Dezember 1936 in Bombay, Maharashtra, Indien; † 25. Mai 2005 in London) war ein indisch-britischer Filmproduzent.

## Leben und Karriere
Ismail Merchant, geboren 1936 in Bombay, produzierte 1960 seinen ersten Film: The Creation of Woman (als ausführender Produzent). Im Jahr 1961 begann Merchant seine Zusammenarbeit mit dem US-amerikanischen Regisseur James Ivory, mit dem er bis zu seinem Tod zusammenarbeitete und lebte. In dieser Zeit entstanden fast 50 gemeinsame Filme, die zusammen sechs Oscars bekamen. Bei einigen wenigen Filmen führte er auch Regie und stand bei vier Filmen vor der Kamera.
Zu den bekanntesten Filmen, die Merchant produzierte, zählen Wiedersehen in Howards End (Originaltitel: Howards End, 1992), Was vom Tage übrig blieb (The Remains of the Day, 1993) – beide mit Emma Thompson und Anthony Hopkins – und Zimmer mit Aussicht (A Room with a View, 1985) mit Helena Bonham Carter und Daniel Day-Lewis. 
Im Jahr 2002 wurde ihm der indische Orden Padma Bhushan verliehen. Ismail Merchant verstarb am 25. Mai 2005 im Alter von 68 Jahren in London.

## Ehrungen
- 2003 Ehrenmitglied der British Academy of Film and Television Arts
- 2002 Padma Bhushan (Lotusorden) der Indischen Regierung
- Commandeur des Ordre des Arts et des Lettres in Frankreich

## Filmografie (Auswahl)
- 1960: The Creation of Woman
- 1963: The Householder
- 1965: Shakespeare-Wallah
- 1970: Hollywood in Bombay (Bombay talkie)
- 1972: Unter Wilden (Savages)
- 1974: Wild Party (The wild party)
- 1975: Autobiographie einer Prinzessin (Autobiography of a princess)
- 1977: Der Tanzpalast (Roseland)
- 1978: Der große Trubel um Georgies und Bonnies Bilder (Hullaballo over Georgie’s and Bonnie’s pictures)
- 1979: Die Europäer (The Europeens)
- 1980: Jane Austen in Manhattan
- 1981: Quartett (Quartet)
- 1982: Hitze und Staub (Heat and dust)
- 1984: Die Damen aus Boston (The Bostonians)
- 1985: Zimmer mit Aussicht (Room with a view)
- 1987: Maurice
- 1988: Die Täuscher (The Deceivers)
- 1988: Großstadtsklaven (Slaves of New York)
- 1989: Mr. & Mrs. Bridge
- 1991: Wiedersehen in Howards End (Howards End)
- 1993: Was vom Tage übrig blieb (The Remains of the Day)
- 1994: Jefferson in Paris
- 1996: Mein Mann Picasso (Surviving Picasso)
- 1998: Zeit der Jugend (A soldier’s daughter never cries)
- 2000: The Golden Bowl
- 2003: Eine Affäre in Paris (Le Divorce)
- 2005: The White Countess